# Бонема
Бонема — деревня в Кирилловском районе Вологодской области.
Входит в состав Алёшинского сельского поселения, с точки зрения административно-территориального деления — в Алёшинский сельсовет.
Расстояние до районного центра Кириллова по автодороге — 16 км, до центра муниципального образования Шиндалово по прямой — 4 км. Ближайшие населённые пункты — Петряево, Коврижново, Кирсново, Ратибор, Курикаево, Кондратово.
По переписи 2002 года население — 32 человека (14 мужчин, 18 женщин). Всё население — русские.

## История
Название деревни впервые встречается в грамоте, данной Кирилло-Белозерскому монастырю в XV веке. Первые два жителя были зафиксированы в писцовой книге 1544 г.
В переводе: Бонема – мыс с ручьем. 